# Donato Montorfano
Giovanni Donato Montorfano (Milano, 1460 circa – 1502 circa) è stato un pittore italiano, attivo in Lombardia.

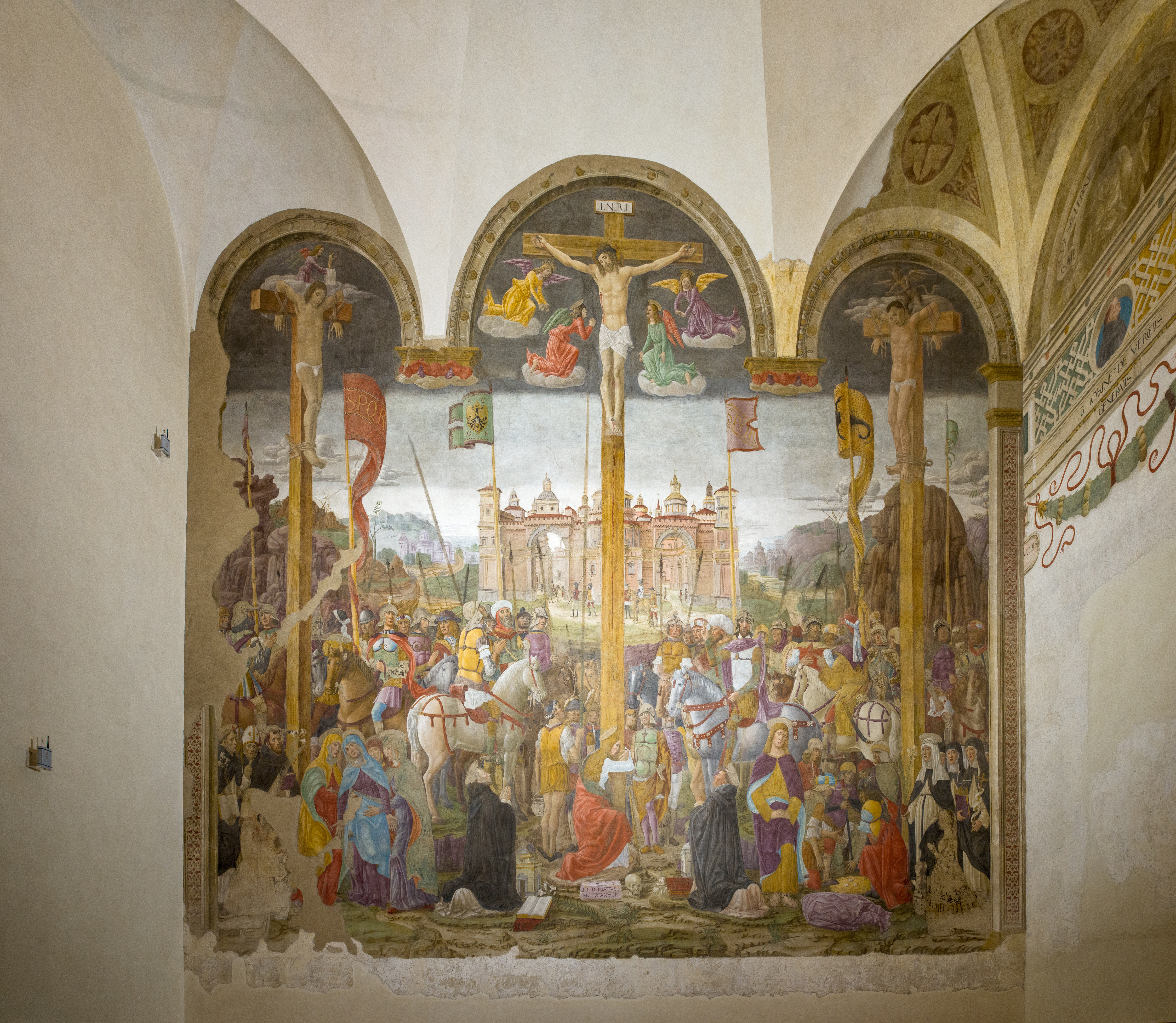
Crocifissione di Santa Maria delle Grazie

Donato Montorfano proviene da una famiglia di pittori; il nonno, Abramo da Montorfano, lavorò per la Fabbrica del Duomo di Milano, il padre Alberto e il fratello Vincenzo continueranno la tradizione familiare.
Il lavoro più celebre di Donato è la monumentale Crocifissione dipinta nel refettorio di Santa Maria delle Grazie a Milano, sulla parete opposta alla celeberrima Ultima Cena di Leonardo da Vinci. La data 1495 e la firma del Montorfano sono ben evidenti su una lapide ai piedi della Maddalena, sotto la Croce: si tratta dell'unica opera firmata e datata dall'artista, ormai al termine della sua carriera.
Di Montorfano resta anche la decorazione di alcune cappelle nella chiesa di San Pietro in Gessate a Milano.